# Phoenicanthus
Phoenicanthus là chi thực vật có hoa trong họ Annonaceae.